# Berlin British School
Die Berlin British School (BBS) ist eine internationale englischsprachige Ganztagsschule für Kinder von 3 bis 18 Jahren im Berliner Bezirk Charlottenburg-Wilmersdorf. Die Privatschule folgt einer Mischung aus dem Foundation Stage Curriculum von England und Wales, dem IB Primary Years Programme und dem Berliner Rahmenlehrplan. Als Abschluss bietet sie das IGCSE (International General Certificate of Secondary Education – entspricht dem Mittleren Schulabschluss), den MSA (Mittleren Schulabschluss) und das International Baccalaureate Diplom.

## Geschichte
Anfang der 1990er Jahre, nachdem die Alliierten Berlin verlassen hatten, wollten eine Gruppe von Diplomaten der britischen Botschaft und interessierter Berufstätiger die britischen Traditionen weiterführen. In den Räumlichkeiten der ehemaligen Militärschule – Charlottenburg First School – wurde eine Grundschule und der Kindergarten mit 84 Kindern aus 23 Nationen eröffnet. 1999 zog der Kindergarten in den Grunewald um. Eine Kindertagesstätte, mit Kindergarten und Vorschulklassen, mitten im Wald wurde die Heimat der jüngsten Mitglieder der Schulgemeinschaft. Ein Jahr später zog die Oberschule auf das daruntergelegene Grundstück eines ehemaligen Landschulheims. Beide Schulstandorte liegen in einem Landschaftsschutzgebiet. Im Jahr 2009 wurde die Oberschule um ein Bibliotheks- und Naturwissenschaftsgebäude erweitert. Sie ist seit Beginn des Schuljahres 2015/16 eine genehmigte Ersatzschule. 2019 feierte die BBS ihren fünfundzwanzigsten Geburtstag.

## Architektur und Gebäude
Die Primary School (Grundschule) ist in einem einstöckigen Gebäude in Berlin-Westend in der Nähe des Olympiastadions untergebracht. Das Gebäude stammt aus den 1950er Jahren und wurde zuvor von der britischen Militärschule genutzt. Die Secondary School im Grunewald besteht aus mehreren kleinen Gebäuden, die auf dem Waldgrundstück verteilt sind. Der Fachunterricht wurde in den Gebäuden nach Fachrichtungen zusammengefasst. Das mit Geldern der Stiftung der staatlichen Deutsche Klassenlotterie finanzierte Freymuth-Brumby Building wurde 2009 fertiggestellt und beherbergt die Bibliothek, Physik- und Chemielabore sowie die Abteilung für Englisch. Das Gebäude wurde als Passivhaus erbaut. Ein Sportplatz ist Teil des Senior School Geländes.

## Pädagogische Arbeit und Ausstattung

### Kita
Early Years ist der jüngste Teil der Berlin British School.
Das Curriculum basiert auf einer Mischung aus dem Foundation Stage Curriculum von England und Wales, dem IB Primary Years Programme und dem Berliner Bildungsprogramm. Jede Gruppe wird durch eine englischsprachige Lehrkraft bzw. Lehrerassistenz und einer deutschsprachigen Erzieherin bzw. einem Erzieher betreut. Diese Kombination erlaubt es, die Vorteile aller Systeme zu vereinen und ermöglicht eine bilinguale Erziehung nach britischem Vorbild. Von der K1 aufwärts sind die Gruppenräume mit interaktiven Smartboards ausgestattet, die zur Unterstützung der frühkindlichen Bildung eingesetzt werden.
Am Standort Havelchaussee im Herzen des Grunewalds sind die K1-, K2- und K3-Gruppen untergebracht. Die Kitakinder sind zwischen zwei und fünf Jahren alt. An das Gebäude ist eine großzügige Außenspielfläche angeschlossen, die für pädagogische Aktivitäten genutzt wird. Neben einer Hausbücherei gehört auch ein Forschungszimmer zu den Räumlichkeiten der Kita.

### Grundschule
Die BBS Grundschule liegt fünf Gehminuten von Berlins historischem Olympiastadion im Bezirk Charlottenburg. Das einstöckige Gebäude, in dem die Jahrgangsstufen 1 bis 5 untergebracht sind, verfügt über offene, luftige und helle Lernräume sowie eine Bücherei, Sporthalle, Musikraum und Computerlabor. Es gibt einen großen und gut ausgestatteten Spielplatz.
Das Curriculum wurde schulübergreifend entwickelt. Daraus resultierend folgen die Schülerinnen und Schüler aller Grundschuljahrgänge dem Primary Years Programme (PYP) der International Baccalaureate Organisation. Das Programm integriert Elemente des English National Curriculum und des Berliner Rahmenlehrplans in angemessener Weise.
Die Grundschule bietet zwei unterschiedliche Schularten an:
1. Genehmigte bilinguale Ersatzschule: Bilingualer Unterricht auf Englisch und Deutsch auf Grundlage des Berliner Rahmenlehrplans verknüpft mit dem Primary Years Programme der IB Organisation; ca. 50 % des Unterrichts werden in deutscher Sprache unterrichtet.
2. Internationale Ergänzungsschule: Monolingualer Unterricht auf Englisch, dies stützt sich auf den Rahmenlehrplan des International Baccalaureate (IBPYP) und wird mit Ausnahme des Deutschunterrichts vollständig auf Englisch unterrichtet.

### Sekundarschule
Die Secondary School, beginnend mit der 6. Klasse, arbeitet mit einem Programm, das einen Schwerpunkt auf forschendes Lernen legt und aktuelle pädagogische Vorstellungen umfasst.
In den Klassenstufen 9 und 10 (Key Stage 4) folgen die Schülerinnen und Schüler einem zweijährigen Kursprogramm, das zu der Qualifikation des International General Certificate of Secondary Education (IGCSE) führt.
Wer das IGCSE erfolgreich absolviert hat, rückt in die Klassenstufen 11 und 12 auf und wird dort auf das International Baccalaureate Diploma Programme vorbereitet.
An der Sekundarschule werden ebenso wie an der Grundschule zwei unterschiedliche Schularten angeboten:
1. Genehmigte bilinguale Ersatzschule: Die Fächer Ethik, Geschichte, WAT (Wirtschaft-Arbeit-Technik) und anteilig Sport sowie Mathematik werden auf Deutsch unterrichtet (ca. 50 % des Unterrichts); für alle übrigen Fächer gilt ausschließlich Englisch als Unterrichtssprache. Bilingualer Unterricht auf Englisch und Deutsch auf Grundlage des Berliner Rahmenlehrplans ergänzt durch internationales Curriculum ergänzt durch den Ansatz des forschenden Lernens (inquiry-based) sowie traditionellere Lehransätze.
2. Internationale Ergänzungsschule: Alle Unterrichtseinheiten mit Ausnahme des Deutschunterrichts finden ausschließlich auf Englisch statt. Die Lehrgrundlage bildet der Rahmenlehrplan der International Baccalaureate Organisation (IBO) in Vorbereitung auf das IB Diploma.

### International Baccalaureate Diplom Programm
Das zweijährige IB Programm ist in 6 Fächer unterteilt, aus denen jeder Schüler jeweils ein Fach wählen muss: Erste und zweite Fremdsprache, Sozialkunde, Experimentelle Naturwissenschaften, Mathematik und Informatik, Kunst und Musik. Jeder Schüler hat außerdem einen Essay zu schreiben und an Aktivitäten außerhalb des Unterrichts teilzunehmen – darunter Sport, Karitatives (CAS), und die interdisziplinäre Theory of Knowledge (ToK), die den Schülern die Methoden des Wissenserwerbs vermitteln soll.

### Förderunterricht
Kinder können im Rahmen eines Förderplans gefördert werden, der auf die individuellen Bedürfnisse eines Schülers zugeschnitten ist. Der Förderplan wird in Zusammenarbeit von Klassenlehrer, dem Fachlehrer, dem Lehrassistenten oder dem Koordinator der Fördermaßnahme erarbeitet.

## Zusätzliche Angebote

### Arbeitsgemeinschaften/Aktivitäten
Die Schule bietet während der Mittagspause oder nach Schulschluss verschiedene Projekte und Arbeitsgemeinschaften wie Musikprojekte, Bastelkurse und Sport an. Die Musiklehrer studieren Instrumentalkonzerte, Chorkonzerte oder Musicals mit den Schülern verschiedener Jahrgangsstufen ein. Tages- oder Wochenausflüge werden ebenfalls für die Schüler organisiert.

### Hort
Eine Hortbetreuung wird nach 15:00/15:20 Uhr bis 17:00 Uhr angeboten.

### Uniformen und Haus-System
Nach britischem Vorbild trägt jedes Kind während des Unterrichts und beim Sport eine Schuluniform. Entsprechend dem britischen Vorbild ist das Haussystem organisiert. Lehrer und Schüler sind den vier Häusern zugeordnet. Dieses System soll dazu dienen, den Teamgeist altersübergreifend zu stärken.

## Weiteres
Der Elternförderverein, die sogenannte Parent-Teacher-Association organisiert Fundraising-Veranstaltungen, um die Schule zu unterstützen. Jeden Sommer findet ein Sommerfest statt, bei dem Geld zum Kauf von Spielplatzeinrichtung, Schulkücheneinrichtung oder Musikinstrumenten gesammelt wird.
Beim German International Schools Sports Tournaments (GISST) nimmt die BBS regelmäßig an Sportwettbewerben zwischen den internationalen Schulen in ganz Deutschland teil. Jährlich organisiert die Schule das Querfeldeinrennen im Grunewald.
Die Schüler selbst und eine karitative Gruppe innerhalb der Schule sammeln an uniformfreien Tagen oder bei anderen Veranstaltungen Spenden, beispielsweise für Kinder in Indien oder Berlin. Zur Weihnachtszeit wurden an jedem Standort Weihnachtsbäume mit den Wünschen hilfsbedürftiger Kinder aufgestellt, die dann durch eine Spende erfüllt werden konnten.

## Mitgliedschaften
- Council of British International Schools (COBIS)
- University of Cambridge International Examinations (CIE)
- European Council of International Schools (ECIS)
- Council of International Schools (CIS)
- International Baccalaureate Organisation (IBO)
- Association of German International Schools (AGIS)